# 东营经济技术开发区
東營經濟技术開發區是中國山東省東營市的一个管理開發區，是国家级经济技术开发区之一。在1992年成立，面積為153平方公里，規劃區內分為一類工業園和二類工業園。一類工業園主力機械電子、新型材料、生物工程等行業，二類工業園主力石油化工、鹽化工和紡織等行業。

## 連結
- 東營經濟技术開發區管委会网站